# 레돈다섬

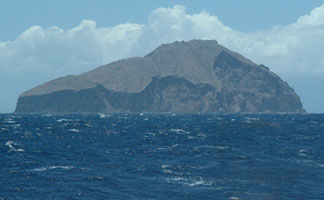
레돈다 섬

레돈다섬(Redonda)은 앤티가 바부다의 주요 섬이다. 길이는 1.6km, 넓이는 0.5km, 높이는 296m이며 사람이 살지 않는 무인도이다. 앤티가섬에서 남서쪽으로 56.2km, 몬트세랫에서 북서쪽으로 22.5km, 네비스섬에서 남동쪽으로 32km 정도 떨어진 곳에 위치한다.
1493년 크리스토퍼 콜럼버스에 의해 명명되었다. 섬 이름은 스페인어로 "둥글다"를 뜻하는 형용사의 여성형에서 유래된 이름인데 이는 스페인 세비야에 위치한 산타 마리아 데 라 레돈다 교회(Santa Maria de la Redonda)에서 파생된 이름이다.
1860년대에 영국의 지배를 받으면서 구아노 채굴이 시작되었다. 한때는 노동자의 유입으로 인해 사람이 살기도 했지만 제1차 세계 대전이 진행 중이던 1914년에 구아노 채굴이 중단되었다. 노동자들이 섬에서 철수하면서 섬은 무인도가 되었다. 1967년 앤티가 바부다에 편입되었다.
1865년에는 영국 출신의 무역상이었던 매슈 다우디 실(Matthew Dowdy Shiell)이 레돈다 섬에 상륙하면서 레돈다 왕국(Kingdom of Redonda)의 수립을 선언했다. 1880년에는 매슈 다우디 실의 아들인 매슈 핍 실(Matthew Phipps Shiell)이 레돈다 왕국의 펠리페 국왕(Felipe)으로 즉위했다.